# Juego del cordel
El juego del cordel o cunitas es un juego de manos basado en un cordel, o similar, cerrado y anudado formando aros. El cordel debe disponerse entre las dos manos del jugador, que comienza formando una figura. Un segundo jugador "pliega" la figura y, estirando y deshaciendo la figura inicial, forma una nueva figura con el cordel estirado entre sus manos. De forma reiterada. cada jugador va presentando figuras al compañero hasta que, por falta de habilidad o conocimiento, la figura se deshace o se hace imposible continuar.

## Inicio y manera de jugar
Lo primero que se necesita es disponer de un cordel, cordoncillo o similar adecuado, de una longitud de un metro aproximadamente. Los cordeles demasiado delgados o demasiado rugosos no van bien. Con un nudo sencillo se unen las cabezas del cordel formando un aro.
El jugador que comienza introduce las manos en el aro y, solo, forma una figura con el cordel. Esta figura inicial suele recordar a una cuna invertida (de ahí el nombre inglés del juego: Cat's cradle), aunque hay diferentes variantes. Presentada la figura a un segundo participante, con las manos separadas y ejerciendo una tensión moderada sobre el cordel, el nuevo jugador debe ir plegando con los dedos con el fin de crear una nueva figura (mientras tanto, el jugador inicial colabora, aflojando la tensión del cordel cuando sea necesario ). Si se sigue una acción correcta, el movimiento resulta en una nueva figura del cordel, creada entre las manos del segundo jugador. Cada figura tiene una denominación popular. En una de las variantes más conocidas, la figura final (porque no admite más pliegues) es la de las “patas de gallo” o “pata de gallina”.

## Historia

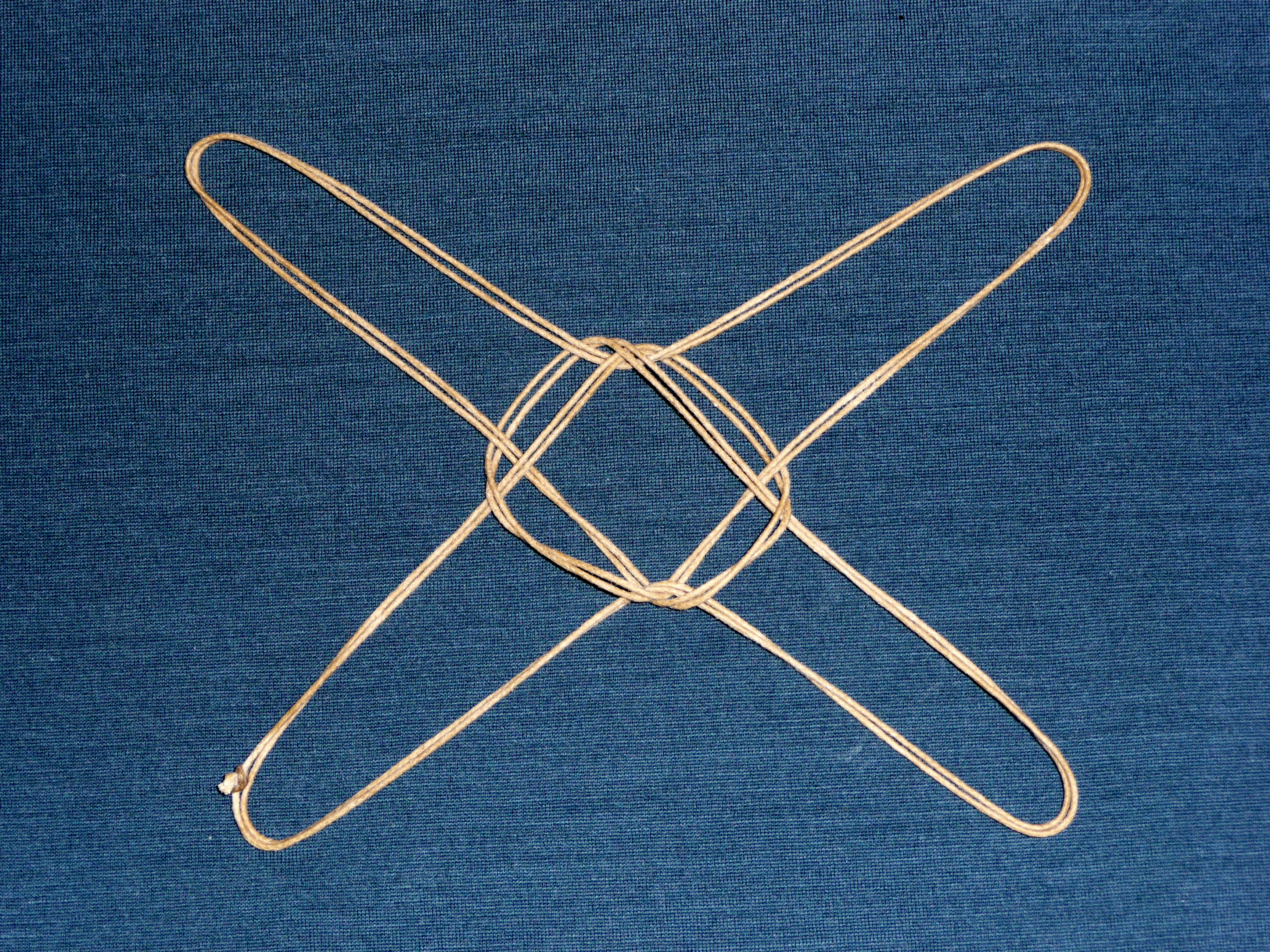
El nudo XIII de Heraklas, el plinthios brokhos. Este ejemplo se forma por medio de una cuerda doble para mejorar la visibilidad.

El juego de cordel más antiguo registrado corresponde al médico griego del siglo I d. C. Heraclas en el libro Colecciones médicas de Oribasius (Ἰατρικαὶ Συναγωγαί, Iatrikai Synagogai), aunque no como juego sino para aplicación médica.